# Gardiz
Gardez eller Gardiz er administrationscenteret i Paktia-provinsen i Afghanistan. Byen ligger ikke langt fra Tora Bora-regionen med sine huler og tunneler hvor det antages at Osama bin Laden gemte sig.
Gardez ligger vest for Khost, 96 km syd for Kabul.